# Garret Anderson
Pour les articles homonymes, voir Anderson.
Garret Joseph Anderson (né le 30 juin 1972 à Los Angeles, Californie, États-Unis) est un ancien voltigeur de baseball. Il joue de 1994 à 2010 dans la Ligue majeure de baseball, évoluant les 15 premières années avec la franchise des Angels de Los Angeles. 
Auteur de 2 529 coups sûrs en 17 ans de carrière, il est invité à trois matchs d'étoiles, gagne deux Bâtons d'argent et remporte avec les Angels la Série mondiale 2002.

## Carrière
Andersen a signé en février 2009 un contrat comme agent libre avec Atlanta. 
Il dispute 80 parties chez les Dodgers de Los Angeles en 2010 avant d'être libéré de son contrat le 9 août.